# آبان ۱۳۹۱
آبان ۱۳۹۱، هشتمین ماه سال ۱۳۹۱ هجری خورشیدی است.
آغاز آن دوشنبه: ‌۱ آبان ۱۳۹۱ (۲۰ اکتبر ۲۰۱۲ میلادی)